# Alchornea
Alchornea, biljni rod iz porodice mlječikovki. Postoji pedesetak priznatih vrsta grmova i drveća u tropskim krajevima Azije, Afrike, Amerike i Australije

## Vrste
1. Alchornea acroneura Pax & K.Hoffm.
2. Alchornea acutifolia Müll.Arg.
3. Alchornea alnifolia (Bojer ex Baill.) Pax & K.Hoffm.
4. Alchornea anamariae Secco
5. Alchornea androgyna Croizat
6. Alchornea annamica Gagnep.
7. Alchornea bogotensis Pax & K.Hoffm.
8. Alchornea brittonii Secco
9. Alchornea castaneifolia (Humb. & Bonpl. ex Willd.) A.Juss.
10. Alchornea chiapasana Miranda
11. Alchornea coelophylla Pax & K.Hoffm.
12. Alchornea conceveiboides J.Murillo
13. Alchornea cordifolia (Schumach. & Thonn.) Müll.Arg.
14. Alchornea costaricensis Pax & K.Hoffm.
15. Alchornea davidii Franch.
16. Alchornea discolor Poepp.
17. Alchornea floribunda Müll.Arg.
18. Alchornea fluviatilis Secco
19. Alchornea glandulosa Poepp.
20. Alchornea grandiflora Müll.Arg.
21. Alchornea grandis Benth.
22. Alchornea guatemalensis Lundell
23. Alchornea hilariana Baill.
24. Alchornea hirtella Benth.
25. Alchornea humbertii Leandri
26. Alchornea hunanensis H.S.Kiu
27. Alchornea ilicifolia (Js.Sm.) Müll.Arg.
28. Alchornea integrifolia Pax & K.Hoffm.
29. Alchornea latifolia Sw.
30. Alchornea laxiflora (Benth.) Pax & K.Hoffm.
31. Alchornea liukiuensis Hayata
32. Alchornea lojaensis Secco
33. Alchornea megalophylla Müll.Arg.
34. Alchornea mildbraedii Pax & K.Hoffm.
35. Alchornea mollis (Benth.) Müll.Arg.
36. Alchornea occidentalis (Müll.Arg.) Pax & K.Hoffm.
37. Alchornea parviflora (Benth.) Müll.Arg.
38. Alchornea pearcei Britton
39. Alchornea perrieri Leandri
40. Alchornea rhodophylla Pax & K.Hoffm.
41. Alchornea rugosa (Lour.) Müll.Arg.
42. Alchornea sicca (Blanco) Merr.
43. Alchornea sidifolia Müll.Arg.
44. Alchornea tachirensis Secco
45. Alchornea tenuinervia J.Murillo
46. Alchornea tiliifolia (Benth.) Müll.Arg.
47. Alchornea trewioides (Benth.) Müll.Arg.
48. Alchornea triplinervia (Spreng.) Müll.Arg.
49. Alchornea verticillata P.Franco & Rentería ex J.Murillo
50. Alchornea websteri Secco
51. Alchornea yambuyaensis De Wild.